# Chrysolina graminis
Chrysolina graminis neboli vratičový brouk je druh brouka z čeledi mandelinkovití, který je dlouhý okolo jednoho centimetru a má olivově zelené krovky se zlatým leskem. Vyskytuje se v celém mírném pásmu Eurasie, ale je dosti vzácný. Je špatný letec. Jeho hlavní potravou je vratič obecný, proti jehož jedu je brouk imunní. Další rostliny, kterými se živí, jsou máta, pelyněk či netýkavka. Chrysolina graminis je potravou krtků.